# Severní Tipperary
Severní Tipperary (irsky Tiobraid Árann Thuaidh, anglicky Severní Tipperary) je část irského hrabství Tipperary nacházející se na jihu země v bývalé provincii Munster.
Hlavním městem Severní Tipperary je Nenagh. Rozloha činí 2046 km² a žije v něm 70 219 obyvatel (2011). Na hranici protéká řeka Shannon, rozšiřující se zde do jezera Derg.
Bývalá dvoupísmenná zkratka Severní Tipperary, používaná na SPZ do roku 2013, byla TN. V současnosti používá celé hrabství Tipperary zkratku T.